# Климова, Александра Ивановна
Александра Ивановна Кли́мова (бел. Аляксандра Іванаўна Клімава; 1 октября 1921, с. Самодуровка, Киргизская АССР — 13 мая 2005, Минск, Белоруссия) — советская, российская, украинская, белорусская актриса театра и кино, педагог, общественный деятель. Народная артистка СССР (1969).

## Биография
Родилась 1 октября 1921 года в деревне Самодуровка (ныне гор. Тобыл) в Костанайской области Казахстана.

Могила Климовой на Восточном кладбище Минска.

Детство и юность прошли в Магнитогорске. Окончила среднюю и музыкальную школы и в 1941 году начала свою трудовую деятельность на металлургическом заводе.
Занималась в драмкружке при Доме металлургов. Первые шаги в актёрском искусстве сделала на сцене Магнитогорского народного театра. В 1942—1945 годах — актриса Магнитогорского драматического театра имени А. С. Пушкина. Во время войны выступала в военных госпиталях.
В 1945 году поступила в Московское высшее театральное училище имени М. С. Щепкина (класс В. Н. Пашенной).
После окончания училища в 1949 году была приглашена в Одесский русский драматический театр им. А. Иванова, на сцене которого играла до 1951 года. В 1951—1954 годах — актриса Киевского театра русской драмы им. Л. Украинки, в 1954—1956 — Харьковского русского драматического театра им. А. С. Пушкина. Работала также в Свердловске и Москве.
В 1956—2004 годах — актриса Минского драматического театра имени М. Горького.
Сыграла более 80 главных ролей классического и современного репертуара. Снискала славу ведущей актрисы героического плана и получила широкое признание у театральной общественности и зрителей.
В 1981—1988 годах преподавала в Белорусском театрально-художественном институте.
Член Союза кинематографистов Белорусской ССР. Входила в состав правления Белорусского союза театральных деятелей.
Член Советского комитета защиты мира, комитета по Ленинским и Государственным премиям при СМ СССР, комиссии Белорусской ССР по делам ЮНЕСКО. Избиралась председателем Республиканской военно-шефской комиссии.
Скончалась 13 мая (по другим источникам — 14 мая) 2005 года в Минске на 84-м году жизни. Похоронена на Восточном кладбище.

### Семья
- Муж — Андрей Валентинович Душечкин-Корсаковский, актёр-педагог
- Сын — Андрей Андреевич Душечкин (род. 1960), белорусский актёр театра и кино, педагог, литератор. Заслуженный артист Республики Беларусь (2004).

## Награды и звания
- Заслуженная артистка Белорусской ССР (1959)
- Народная артистка Белорусской ССР (1963)
- Народная артистка СССР (1969)
- Орден Трудового Красного Знамени (1960)
- Орден Ленина (1976)
- Орден Дружбы народов (1981)
- Орден Франциска Скорины (2001)
- Медаль «За трудовое отличие» (1951)
- Медаль «В ознаменование 100-летия со дня рождения Владимира Ильича Ленина» (1970)
- Медаль «Ветеран труда» (1987)
- Медаль Франциска Скорины (1996)
- Медаль «За выдающиеся заслуги в белорусском кинематографе» (2002)
- Премия имени И. Буйницкого (1994).

## Творчество

### Роли в театре

#### Магнитогорский театр драмы имени Пушкина
- «Варвары» М. Горького — Катька
- «Вишнёвый сад» А. П. Чехова — Аня

#### Одесский русский театр драмы им. Иванова
- «Обрыв» по И. А. Гончарову — Вера Васильевна
- «Американская трагедия» по Т. Драйзеру — Сондра Финчли
- «Укрощение строптивой» У. Шекспира — Катарина

#### Киевский русский драматический театр им. Л. Украинки
- «Живой труп» Л. Н. Толстого — Маша
- «Слуга двух господ» К. Гольдони — Беатриче
- «Маскарад» М. Ю. Лермонтова — Нина Арбенина

#### Харьковский русский драматический театр имени Пушкина
- «Американская трагедия» по Т. Драйзеру — Роберта
- «Необыкновенные люди» по роману «Что делать?» Н. Г. Чернышевского — Вера Павловна
- «Много шума из ничего» У. Шекспира — Гера

#### Минский драматический театр имени М. Горького
- «Оптимистическая трагедия» Вс. В. Вишневского — Комиссар
- «Барабанщица» А. Д. Салынского — Нила Снежко
- «Бесприданница» А. Н. Островского — Лариса Дмитриевна Огудалова
- «Васса Железнова» М. Горького — Рашель
- «Иркутская история» А. Н. Арбузова — Валентина
- «Двое на качелях» У. Гибсона — Гитель
- «Варшавская мелодия» Л. Г. Зорина — Гелена
- «Вишнёвый сад» А. П. Чехова — Любовь Андреевна Раневская
- «Егор Булычов и другие» М. Горького — Меланья
- «Мария Стюарт» Шиллера — Мария Стюарт
- «Гамлет» У. Шекспира — Гертруда
- «Антоний и Клеопатра» У. Шекспира — Клеопатра
- «Макбет» У. Шекспира — Леди Макбет
- «Варвары» М. Горького — Лидия Павловна
- «Снегурочка» А. Н. Островского— Купава
- «Сирано де Бержерак» Э. Ростана — Роксана
- «Бешеные деньги» А. Н. Островского — Лидия Юрьевна Чебоксарова
- «Жизнь начинается снова» В. Н. Собко — Грета Нормач
- «Семья» И. Ф. Попова — Анна Ульянова
- «Весна в Москве» В. М. Гусева — Надя Коврова
- «Офицер флота» А. А. Крона — Тамара
- «Мёртвая хватка» Дж. Голсуорси — Хлоя
- «Дали неоглядные» Н. Е. Вирты — Ракитина
- «День рождения Терезы» Г. Д. Мдивани — Тереза
- «Двенадцатый час» А. Н. Арбузова— Анна
- «Король Лир» У. Шекспира — Регана
- «Яков Богомолов» М. Горького — Ольга
- «Шестое июля» М. Ф. Шатрова — Мария Спиридонова
- «Моя старшая сестра» А. М. Володина — Надя
- «Ещё не вечер» В. Ф. Пановой — Калерия
- «Нашествие» Л. М. Леонова — Анна Николаевна
- «Дети солнца» М. Горького — Елена
- «Милый лжец» Дж. Килти— Патрик Кемпбелл
- «Ночь ангела» Злотникова — Актриса
- «Сладкоголосая птица юности» Т. Уильямса — Принцесса
- «Ретро» А. М. Галина — Роза Александровна
- «Привидения» Г. Ибсена — фрау Алвинг
- «На золотом озере» Э. Томпсона — Этель
- «Старая актриса на роль жены Достоевского» Э. С. Радзинского — Актриса
- «Любовь Яровая» К. А. Тренёва — Любовь Яровая

В 1999 году состоялась премьера моноспектакля «Мой театр», где актриса исполняла отрывки из произведений: «Монолог о театре» В. Белинского, «Вишнёвый сад» А. Чехова, «Восхождение на Фудзияму» Ч. Айтматова, «Актриса с Бродвея» Е. Евтушенко, «Антоний и Клеопатра» У. Шекспира, «Дети солнца» М. Горького, «Сладкоголосая птица юности» Т. Уильямса, «Мария Стюарт» Ф. Шиллера, «Старая актриса на роль жены Достоевского» Э. Радзинского, «Ледовое побоище» К. Симонова.

### Роли в кино
1. 1957 — Полесская легенда — эпизод
2. 1958 — Счастье надо беречь — мать Виктора
3. 1967 — Рядом с вами — Екатерина Дмитриевна
4. 1968 — Десятая доля пути
5. 1968 — Карантин — Дарья Степановна Мурашко
6. 1969 — Сыновья уходят в бой — Гавриловна
7. 1969 — Цена — Эстер
8. 1970 — День да ночь — фронтовичка
9. 1971 — Вся королевская рать — мать Джека Бердена
10. 1972 — Золотое крыльцо — мать Тани
11. 1972 — Перевод с английского — Нина Максимовна
12. 1973 — Истоки — Любава Крупнова
13. 1973 — Парашюты на деревьях — хозяйка швейной мастерской
14. 1974 — Потому что люблю — Ирина Белая
15. 1976 — По секрету всему свету — Раиса Ивановна
16. 1977 — Семейные обстоятельства — Вероника Макаровна
17. 1978 — Расписание на послезавтра — жена генерала
18. 1980 — Атланты и кариатиды — Ганна Титовна Прабабкина
19. 1981 — Дочь командира — Семибратова
20. 1982 — Давай поженимся — тётя Елены Вороновой
21. 1982 — Шапка Мономаха — Серафима Алексеевна
22. 1984 — Радуница — Лёкса
23. 1985 — Грядущему веку — Полина Григорьевна Полосухина
24. 1988 — Воля Вселенной — бабушка
25. 1990 — Адвокат (Убийство на Монастырских прудах) — Народный судья Александра Ивановна
26. 1991 — Хэппи энд — мать Игоря Мишаткина
27. 1994 — Эпилог — Вера

## Память
- В 2007 году в честь А. И. Климовой в Минске была установлена мемориальная доска, которая находится по адресу: ул. Янки Купалы, дом 7. Надпись на табличке: "В этом доме жила народная артистка СССР Александра Ивановна Климова".
- Снят документальный фильм «Актриса — моя профессия».
- Сын А. Климовой А. Душечкин посвятил актрисе книгу «По ту сторону зеркала».